# 100th Air Refueling Wing

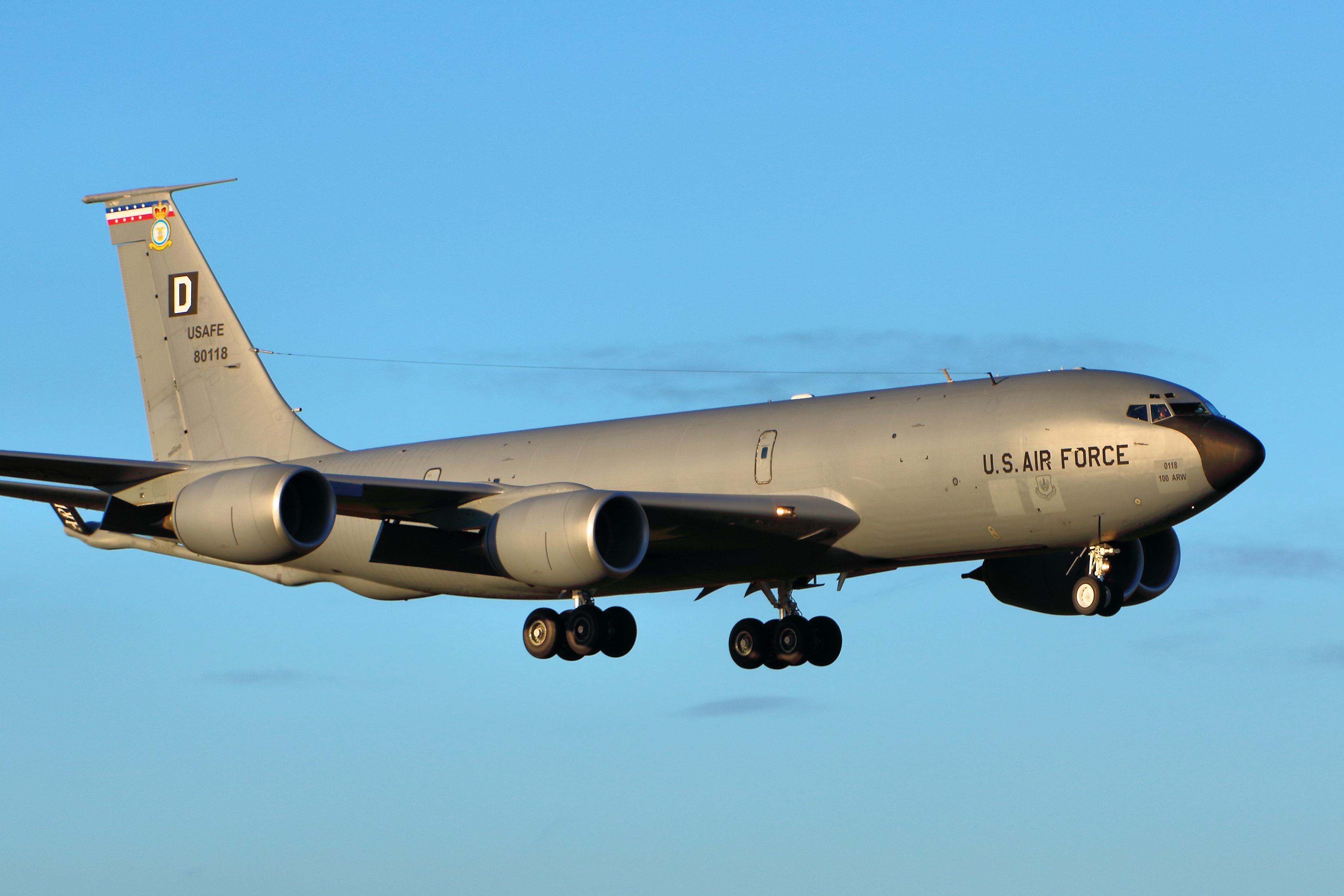
KC-135R dello Stormo

Lo 100th Air Refueling Wing è uno stormo da rifornimento in volo delle United States Air Forces in Europe, inquadrato nella Third Air Force. Il suo quartier generale è situato presso la RAF Mildenhall, Inghilterra.

## Organizzazione
Attualmente, al maggio 2017, lo stormo controlla:
- 100th Operations Group
  - 100th Operations Support Squadron
  -  351st Air Refueling Squadron - Equipaggiato con 16 KC-135R
- 100th Maintenance Group
  - 100th Aircraft Maintenance Squadron
  - 100th Maintenance  Squadron
- 100th Mission Support Group
  - 100th Civil Engineer Squadron
  - 100th Communications Squadron
  - 100th Force Support Squadron
  - 100th Logistics Readiness Squadron
  - 100th Security Forces Squadron
- 100th Comptroller Squadron